# Aliabad-e Czah-e Szand
Aliabad-e Czah-e Szand (pers. علي اباد چاه شند) – wieś w Iranie, w ostanie Chorasan Południowy. W 2006 roku liczyła 804 mieszkańców w 151 rodzinach.